# Falsanoplistes borneensis
Falsanoplistes borneensis là một loài bọ cánh cứng trong họ Cerambycidae.